# Samukawa-Schrein

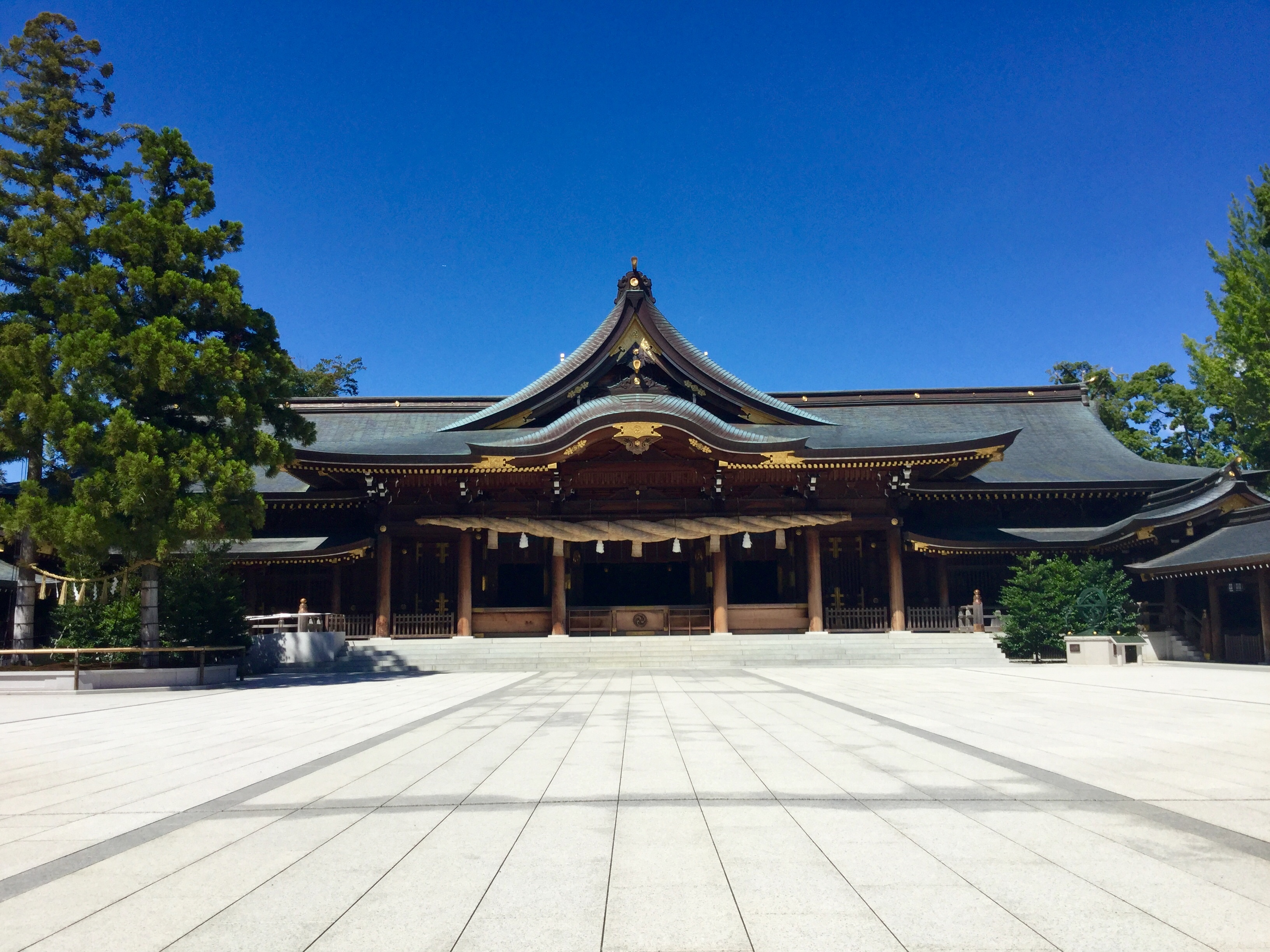
Die Haupthalle des Samukawa-Schreins

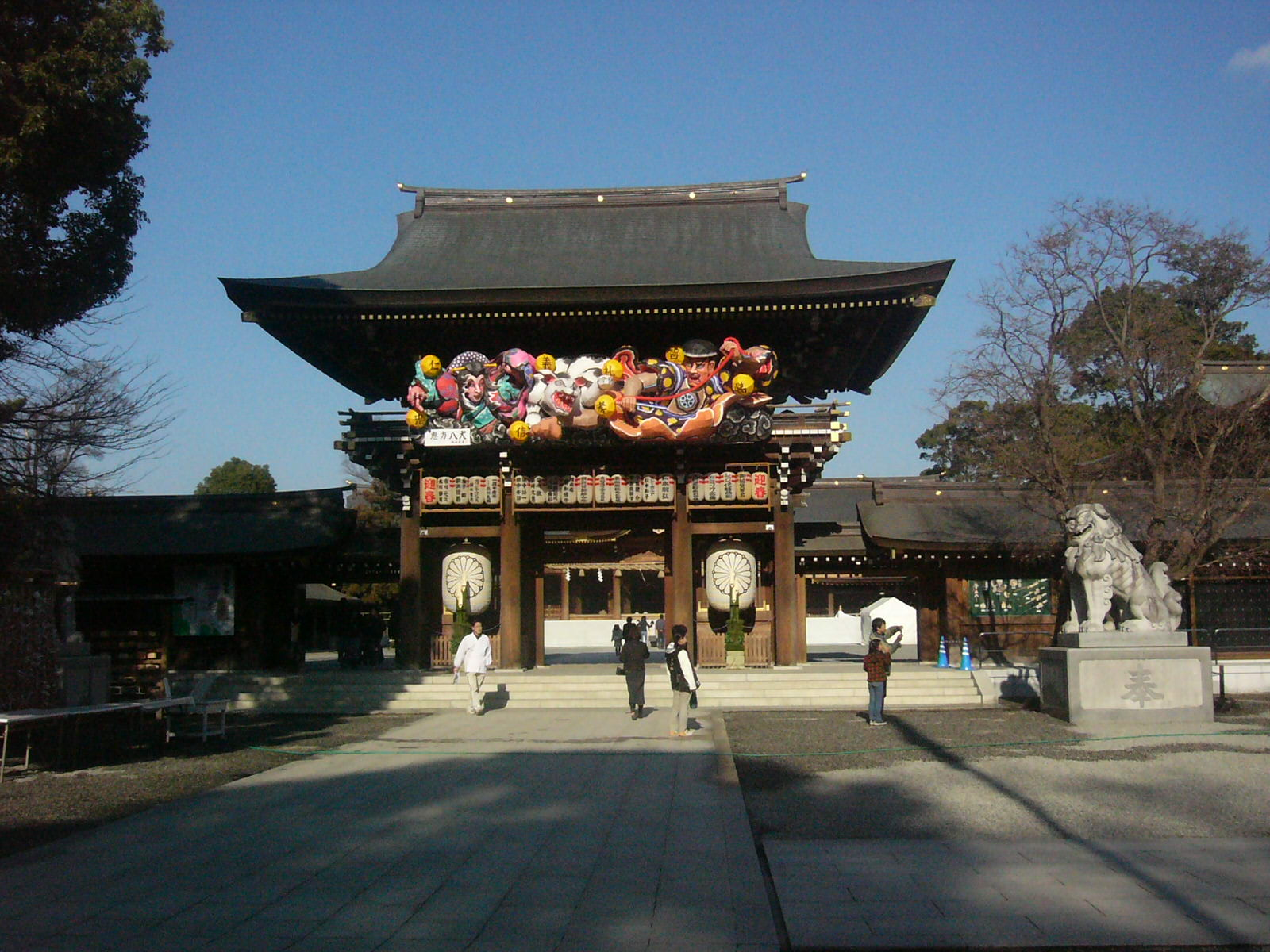
Das Haupttor

Der Samukawa-Schrein (jap. 寒川神社, Samukawa-jinja) ist ein Shintō-Schrein in der Gemeinde Samukawa im Landkreis Kōza der Präfektur Kanagawa in Japan. Sein Areal umfasst 47 km².
Die genaue Geschichte des Samukawa-Schrein ist nicht eindeutig belegt. Er wird in einem Dokument aus dem 5. Jahrhundert in Zusammenhang mit Kaiser Yūryaku erwähnt. Eindeutige Hinweise finden sich erst in den umfangreichen Gesetzesbüchern, die unter der Herrschaft von Kaiser Daigo im 10. Jahrhundert entstanden. In diesem Teil der Heian-Zeit wurde der Samukawa-Schrein zum Ichi-no-miya (der erste Schrein) der Provinz Sagami erklärt.
Die Haupthalle ist schützend nach Südosten ausgerichtet, da in dieser Richtung der Kaiserpalast Tokio steht. Sie wurde 1997 umfangreich restauriert, die Kosten von 5 Milliarden Yen dazu wurden vollständig aus Spenden bezahlt. Ihre neuen Kupferdächer stellen eine weitere Annäherung an den Baustil des Meiji-Schreins dar. Die Haupthalle selbst besteht aus vier Bauten: der äußeren Gottesdiensthalle, der inneren Gottesdiensthalle, der Gebetshalle und dem Allerheiligsten (honden) im nagare-zukuri-Baustil.
In ihr werden die Kami Samukawa-hiko-no-mikoto (寒川比古命; männlich) und Samukawa-hime-no-mikoto (寒川比女命; weiblich) verehrt. Die Anwohner nennen das Paar Samukawa Daimyōjin (寒川大明神). Unbestätigten Vermutungen zufolge handelt es sich bei ihnen um ein vergöttlichtes Herrscherpaar aus der japanischen Frühgeschichte, da sie weder im Kojiki noch im Nihonshoki Erwähnung gefunden haben.
Während der ersten drei Tage des japanischen Neujahrs verzeichnet der Schrein knapp 500.000 Besucher.